# Petar Julijan Eymard
Petar Julijan Eymard (La Mure, 4. veljače 1811. – La Mure, 1. kolovoza 1868.), francuski svećenik i svetac.

## Životopis
Rodio se 4. veljače 1811. u La Mureu u Francuskoj. Još kao mladić želio je postati svećenik, no njegov otac se tome opirao. Nakon očeve smrti odlazi u sjemenište u Grenobleu. Svećenički red prima 20. srpnja 1834. godine. Stupio je u Kongregaciju marista. Kao marist 17 godina obavlja službu duhovnika, poglavara, provincijala i generalnog asistenta. Dne 13. svibnja 1856. s dopuštenjem istupa iz Kongregacije marista te osnovao novu Kongregaciju svećenika klanjatelja Euharistije. Umro je u svom rodnom mjestu 1. kolovoza 1868. Blaženim ga je proglasio 12. srpnja 1925. Pio XI., a svetim 9. prosinca 1962. Ivan XXIII. Spomendan mu se obilježava 2. kolovoza. Tijelo mu je ostalo neraspadnuto do danas.

## Vanjske poveznice
Mrežna mjesta
- St Peter Julian Eymard (engl.)